# گوتنشتتن
گوتنشتتن (به آلمانی: Gutenstetten) یک شهر در آلمان است که در نوی‌شتات واقع شده‌است. گوتنشتتن ۱٬۴۰۶ نفر جمعیت دارد.